# اوبورا (ناحیه تاخوف)
اوبورا (به چکی: Obora) یک منطقهٔ مسکونی در جمهوری چک است که در ناحیه تاخوو واقع شده‌است. اوبورا ۱۶٫۱۴ کیلومتر مربع مساحت و ۱۱۶ نفر جمعیت دارد و ۶۲۰ متر بالاتر از سطح دریا واقع شده‌است.